# Groningen

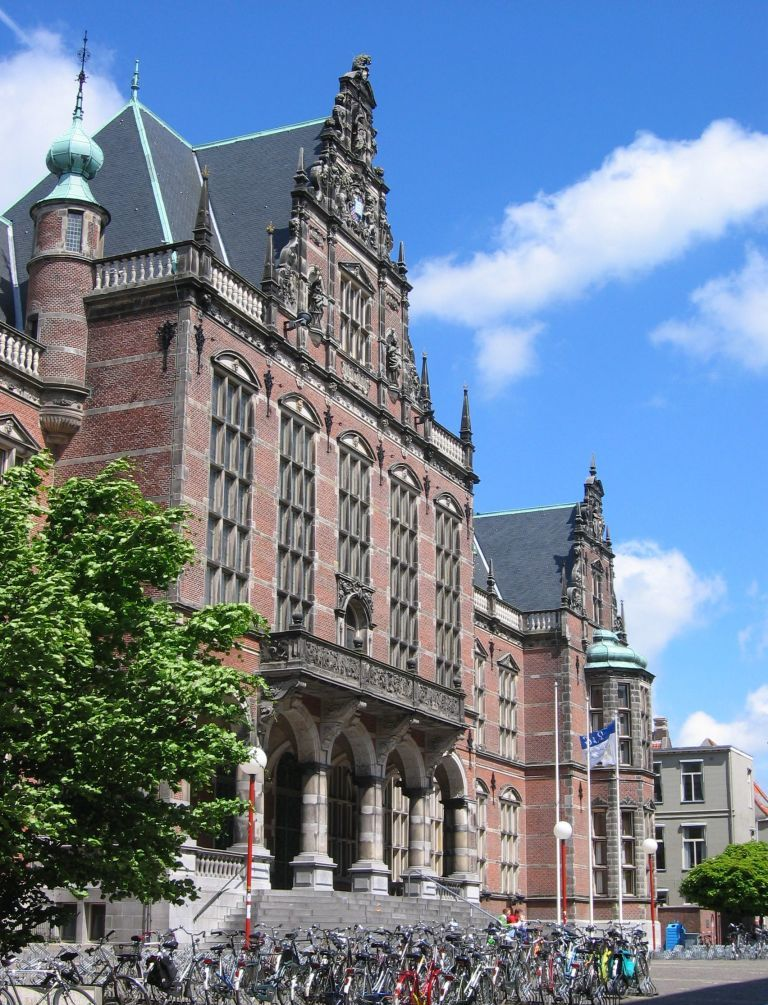
Uniwersytet

Groningen (wymowaⓘ, ['ɣroːnɪŋə(n)]) – miasto w północnej Holandii, stolica prowincji o tej samej nazwie. W 2004 roku miasto liczyło ponad 179 tys. mieszkańców. Zespół miejski zajmuje obszar 76,77 km² i oprócz Groningen obejmuje jedenaście miejscowości.
W badaniach poziomu zadowolenia mieszkańców ze swojego miasta przeprowadzonych jesienią 2006 r. na zlecenie Komisji Europejskiej najwyższy poziom zadowolenia stwierdzono wśród mieszkańców Groningen (Badanie objęło ponad 37 tys. osób z 75 miast).

## Gospodarka
W mieście rozwinął się przemysł chemiczny, papierniczy, spożywczy oraz poligraficzny.

## Transport
Podobnie jak w większości holenderskich miast komunikacja w Groningen opiera się głównie na transporcie samochodowym wraz ze znacznym udziałem ruchu rowerowego.
| Środek transportu   | Udział w podróżach |
| ------------------- | ------------------ |
| Samochód (kierowca) | 30%                |
| Samochód (pasażer)  | 14%                |
| Samochód (razem)    | 44%                |
| Pieszo              | 15%                |
| Rower               | 31%                |
| Transport zbiorowy  | 10%                |

### Infrastruktura dla pieszych i rowerzystów
Od wielu lat przeprowadzane są działania mające zwiększyć udział pieszych i rowerzystów w transporcie. W tym celu większość historycznego centrum miasta jest zamknięta dla samochodów, część dróg została przekształcona w deptaki z dopuszczonym ruchem rowerowym, a całe miasto oplecione jest siecią dróg i pasów rowerowych.

### Infrastruktura kolejowa
W Groningen są trzy stacje kolejowe:
- Groningen
- Groningen Europapark
- Groningen Noord

Przejazdy są obsługiwane przez firmy Nederlandse Spoorwegen oraz Arriva.
Pociągi odjeżdżają w kierunkach:
- Zwolle, Amersfoort, Hilversum, Amsterdam-południe oraz port lotniczy Amsterdam-Schiphol (Nederlandse Spoorwegen)
- Zwolle, Amersfoort, Utrecht, Gouda, Haga lub Rotterdam (Nederlandse Spoorwegen)
- Leeuwarden (Arriva)
- Hoogezand-Sappemeer, Winschoten, Leer (Niemcy) (Arriva)
- Hoogezand-Sappemeer, Veendam (Arriva)
- Roodeschool oraz Delfzijl (Arriva)

### Infrastruktura drogowa
Od południowej strony autostrada A7 łączy Groningen z Zaandam (przedmieścia Amsterdamu) oraz z granicą z Niemcami. Kończąca się na obrzeżach miasta autostrada A28 prowadzi do Utrechtu trasą przez Zwolle i Amersfoort.
Przez Groningen przebiegają także drogi N7, N46, N355, N361, N370.

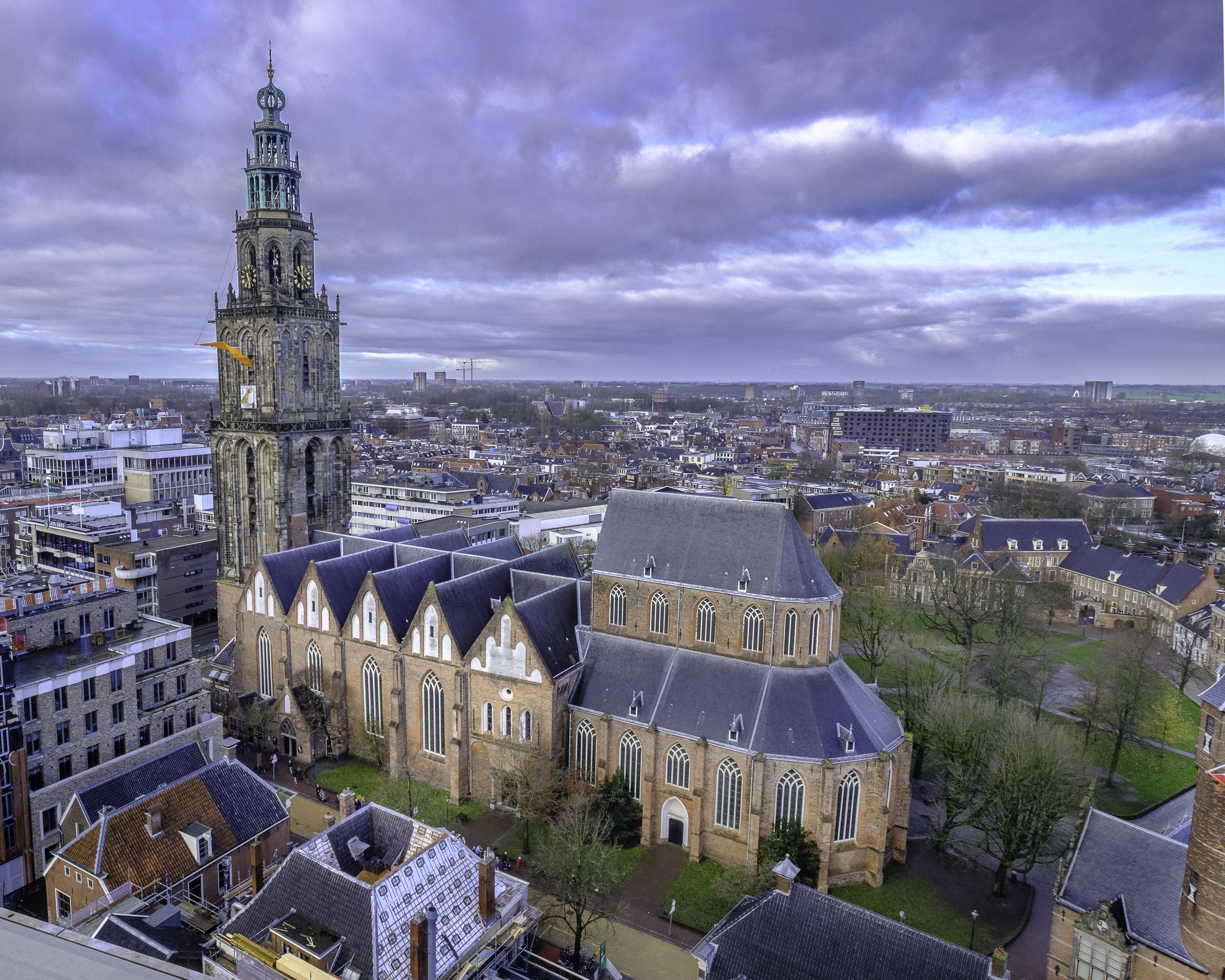
Bazylika św. Marcina

## Oświata
W Groningen znajduje się renomowany uniwersytet (nid. Rijksuniversiteit Groningen). Został założony w 1614 roku i jest jednym z najstarszych oraz największych uniwersytetów w Holandii. Z uniwersytetem w Groningen związani byli między innymi: matematyk i fizyk Johann Bernoulli, historyk Johan Huizinga oraz pisarz Willem Frederik Hermans, który w latach 1958–1973 wykładał tam geografię fizyczną, a także laureat Nagrody Nobla w dziedzinie fizyki z 1953, Frits Zernike.

## Kultura
W 2000 roku w Groningen działalność rozpoczęła tworząca muzykę drum’n’bass grupa Noisia.

## Sport
Klub piłkarski FC Groningen (stadion Euroborg) gra w Eredivisie – najwyższej klasie rozgrywkowej.

## Miasta partnerskie
- Austria: Graz
- Palestyna: Dżabalija
- Rosja: Królewiec
- Polska: Katowice
- Rosja: Murmańsk
- Wielka Brytania: Newcastle upon Tyne
- Dania: Odense
- Niemcy: Oldenburg
- Nikaragua: San Carlos
- Estonia: Tallinn
- ChRL: Tiencin
- Czechy: Zlin